# Miller 200 1995
Miller Genuine Draft 200 1995 var ett race som var det andra loppet med samma namn under säsongen 1995. Här är den införd som Miller 200 istället, medan loppet på Milwaukee Mile samma år benämns i en separat artikel. Tävlingen var den fjortonde deltävlingen i 1995 års PPG IndyCar World Series, och vanns av Al Unser Jr. Samtidigt gjorde Jacques Villeneuve sitt avstånd i mästerskapet snudd på ointagligt med en tredjeplats.

## Slutresultat
| Plats | Förare                | Team                     | Grid | Kvaltid  |
| ----- | --------------------- | ------------------------ | ---- | -------- |
| 1     | Al Unser Jr.          | Marlboro Team Penske     | 8    | 1.08,148 |
| 2     | Paul Tracy            | Newman/Haas Racing       | 7    | 1.08,080 |
| 3     | Jacques Villeneuve    | Team Green               | 1    | 1.06,836 |
| 4     | Adrián Fernández      | Galles Racing            | 11   | 1.08,354 |
| 5     | Bryan Herta           | Chip Ganassi Racing      | 2    | 1.07,416 |
| 6     | Maurício Gugelmin     | PacWest Racing           | 4    | 1.07,881 |
| 7     | Juan Manuel Fangio II | PacWest Racing           | 14   | 1.08,530 |
| 8     | Robby Gordon          | Walker Racing            | 5    | 1.08,008 |
| 9     | Jimmy Vasser          | Chip Ganassi Racing      | 10   | 1.08,214 |
| 10    | Eddie Cheever         | A.J. Foyt Enterprises    | 23   | 1.09,666 |
| 11    | Scott Pruett          | Patrick Racing           | 21   | 1.09,038 |
| 12    | Scott Goodyear        | Tasman Motorsports       | 19   | 1.08,908 |
| 13    | Eliseo Salazar        | Dick Simon Racing        | 24   | 1.10,000 |
| 14    | Alessandro Zampedri   | Payton/Coyne Racing      | 28   | 1.10,813 |
| 15    | Hiro Matsushita       | Arciero-Wells Racing     | 26   | 1.10,439 |
| 16    | Eric Bachelart        | Payton/Coyne Racing      | 27   | 1.10,556 |
| 17    | Teo Fabi              | Forsythe Racing          | 16   | 1.08,629 |
| 18    | Michael Andretti      | Newman/Haas Racing       | 3    | 1.07,463 |
| 19    | Carlos Guerrero       | Dick Simon Racing        | 25   | 1.10,002 |
| 20    | Raul Boesel           | Rahal-Hogan Racing       | 13   | 1.08,516 |
| 21    | Emerson Fittipaldi    | Marlboro Team Penske     | 18   | 1.08,886 |
| 22    | Marco Greco           | Galles Racing            | 22   | 1.09,558 |
| 23    | Stefan Johansson      | Bettenhausen Motorsports | 17   | 1.08,733 |
| 24    | Gil de Ferran         | Jim Hall Racing          | 6    | 1.08,045 |
| 25    | Christian Fittipaldi  | Walker Racing            | 15   | 1.08,591 |
| 26    | Bobby Rahal           | Rahal-Hogan Racing       | 9    | 1.08,179 |
| 27    | André Ribeiro         | Tasman Motorsports       | 12   | 1.08,445 |
| 28    | Parker Johnstone      | Comptech Racing          | 20   | 1.08,968 |